# Бежова строфария
Бежовата строфария (Stropharia coronilla) е вид базидиева гъба от семейство Strophariaceae.

## Описание
Шапката достига до 5 cm в диаметър. В ранна възраст е полукълбовидна, а в напреднала възраст е слабо или широко дъговидно извита. Кожицата при влажно време е лепкава с охрен, жълто-охрен до бледооранжев цвят, по края с белезникава ивица. Пънчето е достига дължина 5 cm и е стройно, цилиндрично, влакнесто, понякога в долната част с мъхести парцалчета. На цвят е бяло, като със стареенето придобива охрени оттенъци. В горната част има траен влакнесто-ципест пръстен. Месото е тънко, белезникаво на цвят и има силен мирис на ряпа. Гъбата се счита за неядлива.

## Местообитание
Среща се сравнително често през юли – октомври, като расте поединично или на малки групи в тревисти местности, по пасища, край пътища, в горски покрайнини, паркове и градини, а в редки случаи и в шума в широколистни гори.